# رنگین‌کمان شبنم

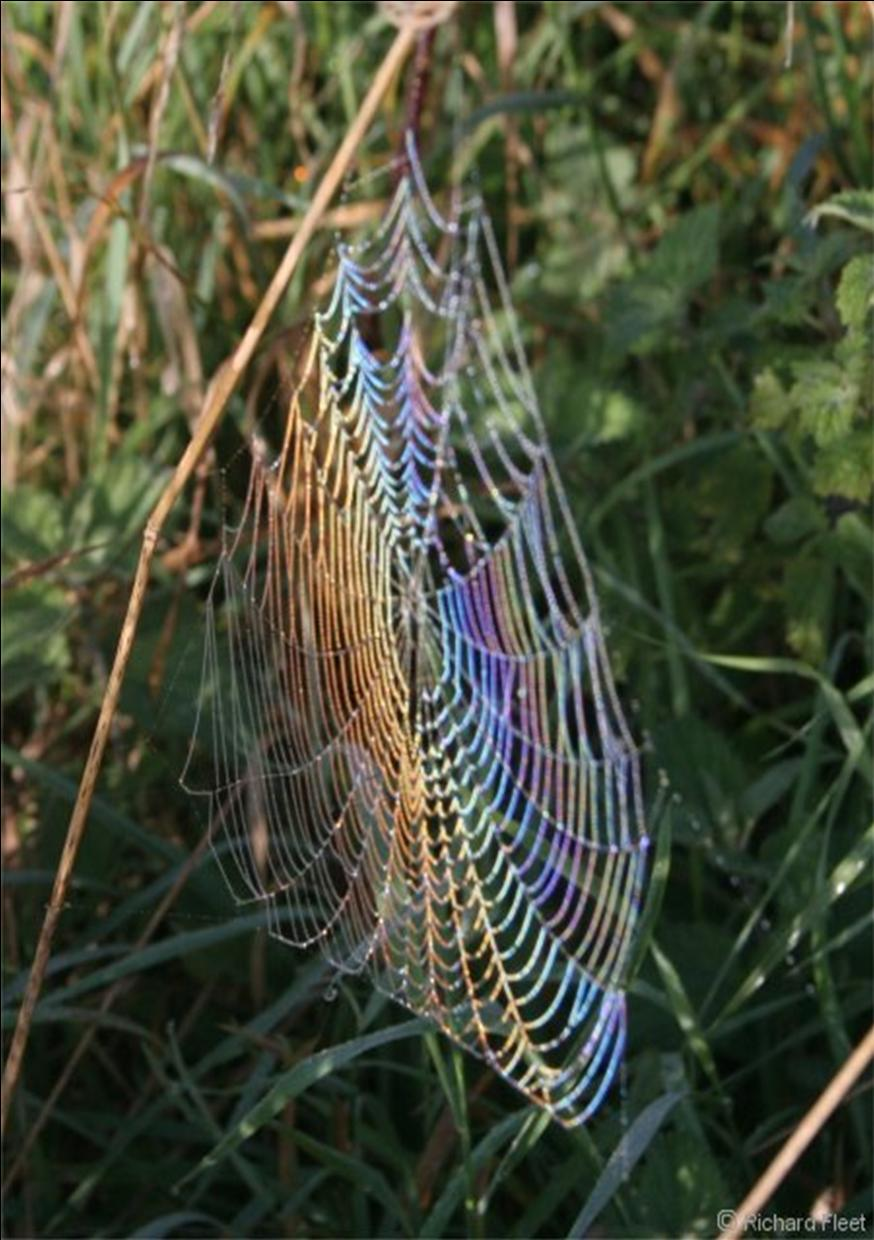
شبنم کمان بر روی تار عنکبوت

رنگین‌کمان شبنم یک اثر نوری، مانند رنگین‌کمان، است که قطره‌های شبنم نور خورشید را شکسته و می‌پراکنند و همه رنگ‌های طیف مرئی را تولید می‌کنند.

## رخداد
قطرات شبنم که روی یک تار عنکبوت (یا ندرتاً روی دیوارها، علف‌ها و دیگر پوشش‌های گیاهی) تشکیل می‌شوند، وقتی از تارها آویزان می‌شوند همانند باران عمل کرده و باعث شکست نور می‌شوند.

## شکل
رنگین‌کمان شبنم در نقطه پادخورشیدی (antisolar point) متمرکز می‌شوند، ولی با توجه به اینکه شبنم در صفحه افقی است، کمان تشکیل شده دایره‌ای نیست و اغلب بیضوی یا به صورت سهمی است.